# Koloptera callosa
Koloptera callosa är en insektsart som beskrevs av Metcalf 1938. Koloptera callosa ingår i släktet Koloptera och familjen vedstritar.
Artens utbredningsområde är Panama. Inga underarter finns listade i Catalogue of Life.